# Mallorca Championships 2023
Mallorca Championships 2023 — тенісний турнір, що проходив на трав'яних кортах у місті Santa Ponsa, Іспанія з 26 червня до 2 липня. Належав до категорії ATP 250.

## Фінальна частина

### Одиночний розряд
Крістофер Юбенкс —  Адріан Маннаріно 6–1, 6–4

### Парний розряд
Юкі Бгамбрі /  Ллойд Гарріс —  Робін Гаасе /  Філіпп Освальд 6–3, 6–4